# MYH16
MYH16（肌球蛋白重链16）是一个人类假基因，位于7号染色体7q22.1区，在非人灵长类中表达为蛋白，与颞肌和嚼肌有关，但在人类中失活。